# Ratelgraszanger
De ratelgraszanger (Cisticola chiniana) is een zangvogel uit de familie Cisticolidae.

## Verspreiding en leefgebied
Deze soort komt voor in centraal, oostelijk en zuidelijk Afrika en telt 17 ondersoorten:
- C. c. simplex: zuidelijk Soedan, noordoostelijk Congo-Kinshasa en noordelijk Oeganda.
- C. c. fricki: zuidelijk Ethiopië en noordelijk Kenia.
- C. c. fortis: van Gabon tot centraal Angola, zuidelijk Congo-Kinshasa en Zambia.
- C. c. humilis: oostelijk Oeganda en westelijk Kenia.
- C. c. fischeri: noordelijk-centraal Tanzania.
- C. c. ukamba: centraal Kenia en noordelijk Tanzania.
- C. c. victoria: zuidwestelijk Kenia en noordelijk Tanzania.
- C. c. heterophrys: Keniaans kustgebied en Tanzania.
- C. c. keithi: zuidelijk-centraal Tanzania.
- C. c. mbeya: zuidelijk Tanzania.
- C. c. emendatus: Malawi, zuidoostelijk Tanzania en noordelijk Mozambique.
- C. c. procerus: oostelijk Zambia, zuidelijk Malawi en centraal Mozambique.
- C. c. frater: centraal Namibië.
- C. c. bensoni: zuidelijk Zambia.
- C. c. smithersi: zuidelijk Angola en noordelijk Namibië tot westelijk Zimbabwe.
- C. c. chiniana: zuidoostelijk Botswana en van Zimbabwe tot zuidelijk-centraal Mozambique en centraal Zuid-Afrika.
- C. c. campestris: zuidoostelijk Mozambique en oostelijk Zuid-Afrika.